# Dicerca juncea
Dicerca juncea är en skalbaggsart som beskrevs av Knull 1958. Dicerca juncea ingår i släktet Dicerca och familjen praktbaggar. Inga underarter finns listade i Catalogue of Life.